# Quercus eduardii
Quercus eduardii es una especie del género Quercus dentro de la familia de las Fagaceae. Está clasificada en la Sección Lobatae; del roble rojo de América del Norte, Centroamérica y el norte de América del Sur que tienen los estilos largos, las bellotas maduran en 18 meses y tienen un sabor muy amargo. Las hojas suelen tener lóbulos con las puntas afiladas, con cerdas o con púas en el lóbulo.

## Distribución y hábitat
Es un endemismo de México.

## Taxonomía
Quercus eduardii fue descrita por William Trelease y publicado en Contributions from the United States National Herbarium 23(2): 189. 1922.
Etimología
Quercus: nombre genérico del latín que designaba igualmente al roble y a la encina.
eduardii: epíteto latínizado que fue otorgado en honor del botánico Edward Palmer.
Sinonimia
- Quercus eduardi f. cespitifera Trel.
- Quercus nitidissima Trel.
- Quercus oligodonta Seemen ex Loes.[2][3]